# Eppenschlag
Eppenschlag est une commune de Bavière (Allemagne), située dans l'arrondissement de Freyung-Grafenau, dans le district de Basse-Bavière.